# Panagiōtīs Liagkas
Panagiōtīs Liagkas (in greco Παναγιώτης Λιάγκας?; Karpenisi, 5 novembre 1999) è un calciatore greco, difensore del Levadeiakos.

## Carriera

### Club
Cresciuto nel settore giovanile del Levadeiakos, debutta in prima squadra il 30 ottobre 2018, in occasione dell'incontro di Kypello Ellados vinto per 4-0 contro l'Arīs Avatou. Il 10 dicembre successivo debutta anche in Souper Ligka Ellada, disputando l'incontro pareggiato per 1-1 contro il Paniōnios.

### Nazionale
Ha giocato nella nazionale greca Under-21.

## Statistiche

### Presenze e reti nei club
Statistiche aggiornate all'8 aprile 2023.
| Stagione           | Squadra            | Campionato         | Campionato | Campionato | Coppe nazionali | Coppe nazionali | Coppe nazionali | Coppe continentali | Coppe continentali | Coppe continentali | Altre coppe | Altre coppe | Altre coppe | Totale | Totale |
| Stagione           | Squadra            | Comp               | Pres       | Reti       | Comp            | Pres            | Reti            | Comp               | Pres               | Reti               | Comp        | Pres        | Reti        | Pres   | Reti   |
| ------------------ | ------------------ | ------------------ | ---------- | ---------- | --------------- | --------------- | --------------- | ------------------ | ------------------ | ------------------ | ----------- | ----------- | ----------- | ------ | ------ |
| 2018-2019          | Levadeiakos        | SL                 | 9          | 0          | CG              | 2               | 0               |                    | -                  | -                  |             | -           | -           | 11     | 0      |
| 2019-2020          | Levadeiakos        | SL2                | 16         | 0          | CG              | 1               | 0               |                    | -                  | -                  |             | -           | -           | 17     | 0      |
| 2020-2021          | Levadeiakos        | SL2                | 16+5       | 1+1        |                 | -               | -               |                    | -                  | -                  |             | -           | -           | 21     | 2      |
| 2021-2022          | Levadeiakos        | SL2                | 22+2       | 0          | CG              | 5               | 0               |                    | -                  | -                  |             | -           | -           | 29     | 0      |
| 2022-2023          | Levadeiakos        | SL                 | 13+3       | 1+0        | CG              | 0               | 0               |                    | -                  | -                  |             | -           | -           | 16     | 1      |
| Totale Levadeiakos | Totale Levadeiakos | Totale Levadeiakos | 76+10      | 2+1        |                 | 8               | 0               |                    | -                  | -                  |             | -           | -           | 94     | 3      |
| Totale carriera    | Totale carriera    | Totale carriera    | 86         | 3          |                 | 8               | 0               |                    | -                  | -                  |             | -           | -           | 94     | 3      |

## Palmarès

### Club

#### Competizioni nazionali
- Souper Ligka Ellada 2: 2

Levadeiakos: 2021-2022 (girone B), 2023-2024 (girone A)